# Брачак
Брачак (на сръбски: Браћак) е село в Сърбия, разположено в община Тутин, Рашки окръг. Намира се на 1230 метра надморска височина. Населението му според преброяването през 2011 г. е 202 души. При преброяването на населението през 2002 г. има 230 жители, от тях 230 (100,00 %) бошняци.

## Население
Численост на населението според преброяванията през годините:
- 1948 – 283 души
- 1953 – 322 души
- 1961 – 364 души
- 1971 – 332 души
- 1981 – 345 души
- 1991 – 312 души
- 2002 – 230 души
- 2011 – 202 души